# Welcome 2 Tha Chuuch Greatest Hits
Welcome 2 Tha Chuuch Greatest Hits jest to kompilacja różnych artystów. Album został wydany w 2009 roku. Producentem wykonawczym jest Snoop Dogg.

## Lista utworów
| Nr | Tytuł                         | Wykonawcy                                                          |
| -- | ----------------------------- | ------------------------------------------------------------------ |
| 1  | Intro                         | Snoop Dogg                                                         |
| 2  | A.D.I.D.A.C.                  | Snoop Dogg Lil Half Dead Bad Azz RBX E-White Bishop Don Juan       |
| 3  | Never Scared                  | Snoop Dogg Daz                                                     |
| 4  | Succ A Dicc                   | Snoop Dogg Daz Uncle Junebugg                                      |
| 5  | DoDo Remix                    | Snoop Dogg Beanie Siegel Freeway Soopafly E-White Kokane Jellyroll |
| 6  | All I Want                    | Snoop Dogg Bad Azz                                                 |
| 7  | I’m Fly                       | Snoop Dogg Nate Dogg Warren G                                      |
| 8  | That’s What This Dicc Will Do | Snoop Dogg Lil Half Dead Bad Azz                                   |
| 9  | Like A Pimp                   | Snoop Dogg Daz                                                     |
| 10 | Getaway                       | Snoop Dogg                                                         |
| 11 | Angry                         | Snoop Dogg                                                         |
| 12 | What Would You Do             | Snoop Dogg Lil Half Dead Daddy V Bad Azz                           |
| 13 | Sippin On Some Moet           | Snoop Dogg Uncle Junebugg RBX Twinz E-White Daz Soopafly           |
| 14 | How 2 Survive                 | Snoop Dogg                                                         |
| 15 | Keep On Blazin’               | Snoop Dogg Menenski                                                |
| 16 | Pass The Dutch Bitch          | Snoop Dogg Soopafly                                                |
| 17 | Come Up To My Room & Fucc     | Snoop Dogg                                                         |
| 18 | Crippin’ 2 Tuff               | Snoop Dogg                                                         |
| 19 | Dogg House Soulfood           | Snoop Dogg Butch Cassidy Latoiya Williams Kokane                   |
| 20 | Stormy Weather                | Snoop Dogg Willie Hutch                                            |